# Bryan Van Hove
Bryan Albert Van Hove (Weert, 17 juni 2000) is een Belgisch-Nederlands voetballer die sinds 2021 uitkomt voor Helmond Sport.

## Carrière
Van Hove speelde van 2008 tot 2017 bij de jeugd van PSV. Toen hij op zijn zeventiende weg moest bij PSV, kreeg hij stageplekken aangeboden bij FC Groningen, VVV-Venlo en Roda JC. Hij koos voor Roda JC en speelde er uiteindelijk vier seizoenen.
In juni 2021 sloot hij op amateurbasis aan bij Helmond Sport. Op 24 september 2021 maakte hij er zijn officiële debuut in het eerste elftal: in de competitiewedstrijd tegen VVV-Venlo (1-0-verlies) liet trainer Wil Boessen hem tijdens de rust invallen voor Dean van der Sluys. Een week later kreeg hij tegen Jong Ajax zijn eerste basisplaats in de Keuken Kampioen Divisie. In zijn debuutseizoen bij Helmond Sport kwam Van Hove aan achttien competitiewedstrijden, waarvan twaalf als basisspeler.
In mei 2022 kreeg Van Hove, die tijdens de laatste negen competitiewedstrijden van het seizoen 2021/22 een basisplaats had gekregen van trainer Sven Swinnen, een contract aangeboden bij Helmond Sport. In zijn tweede seizoen speelde hij 27 competitiewedstrijden, op verschillende posities op links. In het seizoen 2023/24 kwam hij door blessureleed niet verder dan dertien competitiewedstrijden.

## Clubstatistieken
| Seizoen | Club          | Competitie     | Competitie | Competitie | Beker | Beker | Overig | Overig | Totaal | Totaal |
| Seizoen | Club          | Competitie     | Wed.       | Dlp.       | Wed.  | Dlp.  | Wed.   | Dlp.   | Wed.   | Dlp.   |
| ------- | ------------- | -------------- | ---------- | ---------- | ----- | ----- | ------ | ------ | ------ | ------ |
| 2021/22 | Helmond Sport | Eerste divisie | 18         | 0          | 1     | 0     | 0      | 0      | 19     | 0      |
| 2022/23 | Helmond Sport | Eerste divisie | 27         | 1          | 1     | 0     | 0      | 0      | 28     | 1      |
| 2023/24 | Helmond Sport | Eerste divisie | 13         | 0          | 0     | 0     | 0      | 0      | 13     | 0      |
| 2024/25 | Helmond Sport | Eerste divisie | 32         | 0          | 1     | 0     | 0      | 0      | 33     | 0      |
| Totaal  | Totaal        | Totaal         | 90         | 1          | 3     | 0     | 0      | 0      | 93     | 1      |

Bijgewerkt op 16 mei 2025.